# Rezerwat przyrody Sitki
Rezerwat przyrody Sitki – rezerwat przyrody położony na terenie gminy Hajnówka w województwie podlaskim.
- Powierzchnia według aktu powołującego: 34,09 ha (obecnie 35,24 ha[1])
- Rok powstania: 1979
- Rodzaj rezerwatu: leśny[1]
- Cel ochrony: zachowanie fragmentu Puszczy Białowieskiej obejmującego rzadko tu spotykane zbiorowiska borowe na wyniosłościach wydmowych, z rzadkimi i chronionymi gatunkami roślin w runie[1].